# 万东镇
万东镇，是中华人民共和国重庆市綦江区下辖的一个乡镇级行政单位。

## 行政区划
万东镇下辖以下地区：
红枫社区、莲池社区、建新社区、莲池苑社区、海棠社区、塔山社区、新房社区、建设村、五合村、六井村、新田村、团结村、箐溪村、新华村、榜上村和五里村。